# لئونید موسین
لئونید موسین (اوکراینی: Леонід Олександрович Мусін؛ زادهٔ ۱۹ آوریل ۱۹۸۵) بازیکن فوتبال اهل اوکراین است.
از باشگاه‌هایی که در آن بازی کرده‌است می‌توان به باشگاه فوتبال اورنبورگ، باشگاه فوتبال اورال یکاترینبورگ، باشگاه فوتبال آنژی مخاچ‌قلعه، باشگاه فوتبال تیومن، و باشگاه فوتبال دینامو مینسک اشاره کرد.
وی همچنین در تیم‌های ملی فوتبال Ukraine national under-17 football team، اوکراین، و زیر ۲۱ سال اوکراین بازی کرده‌است.